# Терминус (планета)
Терминус е измислена планета в научнофантастичната трилогия на Айзък Азимов посветена на Фондацията. В зората на историята си планетата е седалище на Първата фондация, а по-късно и столица на Фондационната федерация.

## Описание
Името на Терминус (от латински: „предел“, „граница“) произхожда от нейното местоположение в галактиката. Планетата обикаля около изолирана звезда разположена по-далеч спрямо галактическия център от която и да е друга населена звездна система, в далечната галактическа периферия и в самия край на един от спиралните ръкави на Млечния път. Разстоянието до столицата на Галактическа империя Трантор възлиза на около 10 000 парсека (над 30 000 светлинни години), а на 8 парсека (26 светлинни години) е разположена най-близката съседна населена планета Анакреон.
Поради особеното местоположение на планетата нощното небе на Терминус е доминирано от „млечната белота“ идваща от искрящата ивица на галактиката, а единствените отделни видими звезди са тези принадлежащи на близката провинция Анакреон и формиращи групата на т. нар. „Диаманти“, всички останалите звезди са почти невидими за невъоръжено око.
Терминус е в по-голямата си част водна планета, а сушата и е разпределена на много острови, някои от които достигат значителен размер, но не достатъчен за да бъдат наречени континенти. Планетата има умерен климат способстващ развитието на селско стопанство, но повърхността и е лишена от значими количества минерални ресурси, което пречи на развитието на тежка индустрия и придава нищожна икономическа стойност през голяма част от историята ѝ.

## История

### Колонизиране
Терминус е открита пет века преди да бъде заселена за първи път. През това време планетата е изследвана единствено чрез автоматизирани сонди, а местоположението ѝ я прави непривлекателна за каквато и да е форма на колонизиране. Преломен момент в това отношение настъпва с появата на Хари Селдън и развитието на създадения от него Психоисторически проект за чието успешно протичане ученият има нужда от самотна и изолирана планета, която да служи като седалище на т. нар. Фондация на енциклопедията. Терминус е открита и предложена за целта от главния библиотекар Лас Зенов в Галактическата библиотека на Трантор. Впоследствие, по време на съдебния процес срещу него през 12 067 от Г.Е., Селдън успява да манипулира имперската Комисия за обществена сигурност да заточи учените заети в проекта му на предварително одобрената от него далечна и усамотена планета. Шест месеца след края на процеса двадесет хиляди енциклопедисти и техните семейства са преселени на Терминус с помощта на имперския флот и се превръщат в първите постоянни жители на планетата. През 12 069 г. от Г.Е. умира Хари Селдън, а тази година става и първата в новия календар на Фондацията.
Първото селище основано на планетата получава наименованието Терминус Сити, то остава и единственото населено място в продължение на голяма част от ранната история на Терминус. Градът, в които живее цялото около сто хилядно население на планетата, е изграден по план характерен за имперска колония – с правоъгълна улична мрежа и четири главни улици, които водят началото си от централен площад наречен „Енцицклопедия“. В началото основната функция на по-голямата част от населението е свързана със създаването на Енциклопедия Галактика.
Съгласно имперската харта, с която се учредява Фондацията, планетата и всичко на нея са част от личните владения на галактическия император, а цялата административна власт е поверена на членовете на Комитета по създаване на Енциклопедията.

### Ранна история
През първите петдесет години от съществуването на Фондацията населението на Терминус нараства до 1 милион. С бързото увеличение на гражданите, все повече от които нямат нищо общо със задачата по създаването на Енциклопедията, натискът за учредяването на независима от Комитета общинска административна власт се засилва. Това желание е удовлетворено чрез създаването на Градски съвет и назначаването на Салвор Хардин за първи кмет на Терминус.
В 50 г. от Е.Ф. в съседната префектура Анакреон избухва въстание срещу имперската власт, в резултат от което се образуват четири кралства – Анакреон, Смирно, Коном и Дарибоу. Империята е принудена да приеме независимостта им, макар и формално със сключването на мирния договор между нея и Анакреон на последното кралство да се възлага да поддържа реда на територията на бившата префектура от името на императора. Тези събития откъсват вътрешността на империята от Терминус и правят почти невъзможно защитата на това лично владение на императора от имперските военни сили и изправят крехката и силно зависима от вноса на метали икономика на планетата пред криза.
Стратегическото местоположение на Терминус между четирите „варварски“ кралства води до опит от страна на краля на Анкреон да наложи контрол над планетата и да установи военна база. Некомпетентността на Комитета да се справи със ситуацията принуждава Салвор Хардин да извърши преврат и да поеме цялата административна власт над Терминус, след който постът на кмета се превръща в най-важния за Фондацията. Хардин убеждава останалите три кралства да изпратят ултиматум на анакреонския крал, принуждавайки го по този начин да евакуира всички свои войници от Терминус.

### Хегемония над Четирите кралства
Преодоляването на Анакреонската криза води до началото на нов период в историята на Терминус, който сключва договори с четирите технологично и научно западнали кралства за предоставяне на различни технологии и помощ при употребата им срещу доставката на жизнено необходими ресурси. За доминиращото кралствата слабо образовано селско население техниците от Терминус се превръщат в магьосници, а дейността им се превръща в квази-религия[ неясно? ]. Кметът Хардин се възползва от това развитие и умело го прилага във външната си политика като превръща техническия персонал в свещеническа прослойка, а себе си обявява за глава на новата Църква. Всяка ядрена електроцентрала построена от Фондацията в четирите кралства се превръща в свещен храм на новата религия. Така Терминус добива косвено огромен контрол над суеверното селско население на кралствата и предотвратяват нов опит от страна на принц-регента на Анакреон Виенис да завземе Терминус. Поражението на Виенис води до придобиването на правото на върховните жреци на кралствата, които са лоялни към Терминус, да налагат вето над решенията на монарсите. Под нарастващото влияние на Терминус самите монархо-феодални институции са ликвидирани няколко десетилетия по-късно, а кралствата се трансформират в републики.
Към 100 г. от Е.Ф. населението на Терминус достига около 10 милиона души, много от които са образовани мигранти от територията на бившите кралства и занимаващи се преимуществено с търговия. Влиянието на Терминус над Четирите кралства преминава от религиозно в икономическо, което е затвърдено с подписването на т. нар. Конвенция на Фондацията. Тази конвенция обаче не позволява търговия между светове, които не са я подписали, което предизвиква икономическа криза на Терминус. Породената от това политическа криза е преодоляна с назначаването на Хобър Малоу за кмет на Терминус, който отваря планетата и за търговия със светове останали извън Конвенцията и силно намалява влиянието на религиозното течение в политиката.

### Завръщането на Империята
След повече от вековно отсъствие от галактическата периферия, за първи път Империята отново напомня за себе си по времето на Малоу, когато снабдява с оръжия република Корелия по време на конфликта ѝ с Терминус. Около 195 г. от Е.Ф.(12 264 от Г.Е.) на трона на Галактическата империя стои Клеон II известен като „Великият“ и „Последният силен Император на Първата Империя“. С негово позволение талантливият имперски генерал и военен управител на планетата Сиуена Бел Райъс започва серия от военни набези в галактическата периферия, което води до мащабен конфликт с Фондацията на Терминус. Генералът успешно покорява редица светове и прониква дълбоко в територията на предишните Четири кралства, но успехът му буди подозрителност у Клеон чиито предшественици често са ставали жертва на заговори от страна на дворяни и военни. Тази подозрителност придружена с лъжливи слухове за участието на Райъс в подривни дворянски организации водят до неговото отзоваване и екзекутиране, след което войната с Терминус е прекратена, а Сиуена въстава и се присъединява към Фондацията.
Военните операции на Райъс нанасят тежка икономическа травма на Терминус, а на планетата скоро се установява авторитарната власт на поредица кметове.

### Окупация от Мулето
Най-критичния момент в историята на Терминус представлява войната и последвалата му окупация от силите на смятания за мутант човек наричан Мулето. С неизвестен за почти всички хора произход той успява от нищо да се издигне до господар на огромна държава, единствена дотогава способна да бъде сравнявана със старата Галактическа империя, благодарение на своите менталически сили и способността му да „покръства“ други хора превръщайки ги в напълно послушни и лоялни подчинени. Чрез тези свои умения той достига първо до позицията на господар на старата префектура Калган, откъдето и атакува Терминус и Фондацията през 310 г. от Е.Ф.. Способностите на Мулето и големите му военни ресурси правят победата му бърза и решителна. Кметът на Терминус Индбар III и цялото правителство са заловени и ликвидирани, а на тяхно място са поставени доверени и „покръстени“ хора. Добил пълен контрол на Терминус и военните ресурси на Фондацията Мулето разширява владенията си все повече. Скоро завоеванията са прекратени, а самият той се отдава на търсене на опасната за владичеството му Втора фондация. След няколко години неуспешно издирване обаче Мулето достига до погрешния извод, че Втората фондация е мит и прекарва последните години от живота си в мирно управление на владенията си.

### Освобождение и укрепване
След смъртта на Мулето (около 320 г. от Е.Ф.) голямата му империя бързо се разпада. Окупацията на Терминус приключва, но дори и десетилетия след това тя продължава да бъде горчив спомен за жителите на планетата. Съвземането на планетата води и до възраждане силата на Фондацията, която се превръща във федерация обхващаща голяма част от галактиката и практически без какъвто и да е политически или военен съперник. Така по времето на Голан Тривайз(5 век от Е.Ф.) Терминус изглежда напът да осъществи първоначалния план, който е залегнал в Психоисторическия проект на Хари Селдън – да бъде ядрото на Втората галактическа империя.